# ريك كالوواي
ريك كالوواي (12 ديسمبر 1966 في الولايات المتحدة - ) (بالإنجليزية: Rick Calloway)‏ هو لاعب كرة سلة أمريكي في مركزي مدافع مسدد الهدف وهجوم صغير الجسم. لعب مع إنديانا هوسيرز ‏.

## وصلات خارجية
- ريك كالوواي على موقع إن بي أي (الإنجليزية)
- ريك كالوواي على موقع سبورتس رفرنس (الإنجليزية)
- ريك كالوواي على موقع كرة السلة الأوروبية.كوم (الإنجليزية)
- ريك كالوواي على موقع كلية كرة السلة في سبورتس رفرنس.كوم (الإنجليزية)
- ريك كالوواي على موقع ريلجم (الإنجليزية)
- ريك كالوواي على موقع بروبوليرز (الإنجليزية)